# Indfødsretsprøve
Indfødsretsprøve er en prøve, man skal bestå for at få dansk statsborgerskab, også kaldet indfødsret. Det kræves desuden, at man består en prøve i dansk sprog. Indfødsretsprøven har til formål at dokumentere kendskab til danske samfundsforhold, dansk kultur og historie. Prøven afholdes af en række sprogskoler over hele landet.

## Den gamle indfødsretsprøve
Den 27. februar 2007 blev de 200 spørgsmål, som prøven bestod af, offentliggjort. Til selve prøven, som koster 617 kr. at tage, skulle man kun svare på 40 af dem og hvis man svarede rigtigt på mindst 28 spørgsmål, så havde man bestået. Dog var fem af spørgsmålene til prøven aktuelle spørgsmål, som ikke kendtes på forhånd. Og de 28 spørgsmål skulle besvares korrekt. Prøven blev første gang afholdt d.15-05-2007 og havde en varighed på 60 minutter.

## Indfødsretsprøven efter aftalen af 22. september 2008
Efter EF-domstolens dom i Metock-sagen, der reelt underminerede regeringen og Dansk Folkepartis udlændingelovgivning, indgik parterne 22. september 2008 en ny udlændingeaftale der blandt andet strammede indfødsretsprøven. I stedet for 60 minutter fik deltagerne nu kun 45 minutter til at tage prøven. Desuden skal man have 32 ud af 40 rigtige. De 200 spørgsmål som kan optræde i prøven er heller ikke længere offentlige.. 
Professor i historie Niels Lund kritiserer dog nogle af prøvens historiske spørgsmål, og pointerer at der er deciderede fejl. F.eks. i spørgsmålet om hvornår ordet "Danmark" optræder første gang. Prøven giver kun 3 muligheder, Solvognen, Jellingstenen eller Saxos krønike Gesta Danorum. Ifølge prøven er svaret "Jellingstenen", men ordet optræder i flere udenlandske krøniker, der er skrevet før Jellingstenens indskrift. Det optræder første gang i en krønike om nordmanden Ottars rejser, der findes i et oldengelsk manuskript fra ca. 890, som også indeholder den senantikke historiker Orosius' værker.
Integrationsministeriet henviser blandt andet til bogen Danmark før og nu som en af de kilder prøven er udarbejdet efter. Men dr. phil i historie på Syddansk Universitet Knud J.V. Jespersen, som har været med til at udarbejde bogen, mener også at spørgsmålet er forkert.
Som følge af det forkerte spørgsmål har flere personer dumpet efter at have taget prøven, hvilket har medført at kontorchefen for Integrationsministeriet har udmeldt at der vil foretages en hastebehandling af en eventuel undersøgelse af prøven. 
Desuden bliver en stor del af de 8.500 personer der har taget den gamle prøve indkaldt til at tage den nye prøve. Det sker hvis de inden 1. juli 2009 endnu ikke har opfyldt alle de syv andre punkter foruden testen, som kræves for at opnå dansk statsborgerskab. Forstanderen på Danmarks største sprogskole, Lærdansk i Århus, Poul Neergaard udtaler til dagbladet Jyllandsposten: "For mig at se er det et eklatant brud på grundlæggende retssikkerhedsprincipper. Det er jo lovgivning med tilbagevirkende kraft. Det er det eneste sted i uddannelsessystemet, man har gjort noget sådant. Der ville rejse sig et ramaskrig, hvis man gjorde noget tilsvarende over for danskere i uddannelsessystemet." 
Men integrationsminister Birthe Rønn Hornbech afviser kritikken og udtaler: "Det er ikke lovgivning med tilbagevirkende kraft. Hvis det skulle betragtes sådan, kunne man jo ikke ændre noget som helst i det danske samfund." 